# Bell Valley (Antarktika)
Bell Valley ist ein kleines eisfreies Tal im Osten der Enterprise Hills in der Westantarktis. Das Tal liegt südlich von Shoemaker Peak und Urban Point und erstreckt sich von Westen nach Nordosten.
Es wurde von einer geologischen Forschungsexpedition der University of Minnesota nach den Hubschraubern des Herstellers Bell Helicopter benannt, die von der Expedition in den Jahren 1963–64 zur Erforschung der Gegend genutzt worden waren.